# Vale do Cachapoal

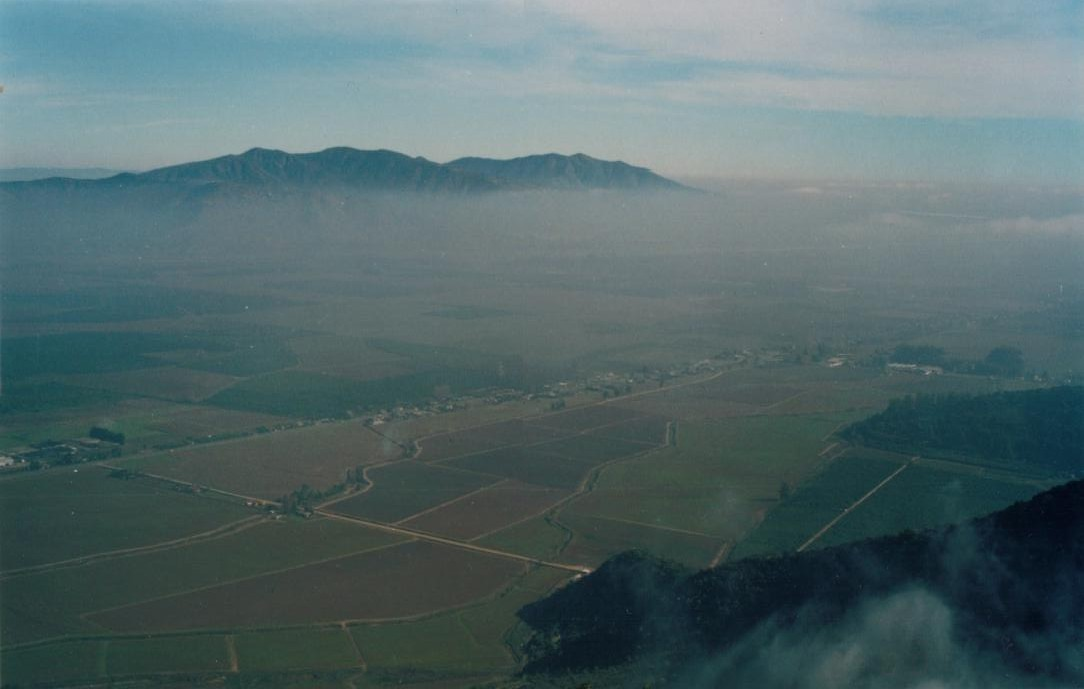
O vale na comuna de Peumo.

O Vale do Cachapoal, ou Bacia de Rancagua, é uma área localizada na região central do Chile, ao sul da capital Santiago, que se estende aproximadamente entre o paralelo 34º Sul e o meridiano 72º Oeste, onde se encontra a capital da Região de O'Higgins, Rancagua. Recebe esse nome pelo rio Cachapoal, que cruza a bacia.
Está delimitado pelo Norte pela Angostura de Paine, que a separa da bacia de Santiago, e pelo Sul, pela Angostura de Pelequén, que a separa do Vale Central.
Muito conhecido graças à grande atividade vinícola de exportação, junto com os Vales de Colchagua e Casablanca. 